# Hugo Weaving
Hugo Wallace Weaving (sinh ngày 4 tháng 4 năm 1960) là diễn viên kịch và phim nhựa người Úc, quốc tịch Anh. Ông được biết nhiều qua các vai diễn tên tuổi, có thể kể tới như mật thám Smith trong serie Ma trận, Elrond trong bộ ba phim The Lord of the Rings và The Hobbit, V trong V for Vendetta, Sọ Đỏ trong Đội trưởng Mỹ: Kẻ báo thù đầu tiên và rất nhiều vai trong serie Cloud Atlas. Ngoài ra, ông còn tham gia những vai diễn đình đám khác, như lồng tiếng cho Tick trong The Adventures of Priscilla, Rex trong Babe, Noah trong Happy Feet và Happy Feet Two, Megatron trong loạt phim Transformers. Weaving cũng đóng rất nhiều phim truyền hình ở Úc. Sự nghiệp của ông được đánh dấu bởi nhiều đề cử cùng giải thưởng, trong đó có Giải Satellite, Giải Điện ảnh của MTV và Giải thưởng của Viện phim Úc.